# Мернептах
Мернептах — давньоєгипетський фараон з XIX династії.

## Прихід до влади
До часу смерті Рамсеса II, спадковому царевичу Мернептаху було вже близько 60 років. Царевич народився у Геліополісі: він був четвертою дитиною цариці Ісітнофрет, тринадцятим сином Рамсеса II.
До сорокового року правління батька Мернептах був одним з маловідомих царевичів. Маючи первинно лише скромний титул «царського писаря», він поступово став головнокомандувачем, а після низки смертей своїх старших братів був названий спадкоємцем престолу. Та подія сталась на 55-му році правління Рамсеса, який до того часу був уже вісімдесятирічним старим. Імовірно, що й попередні спадкоємці до того часу вже виконували багато з державних обов'язків царя.
Невідомо, коли Рамсес II реально відійшов від влади, однак до моменту, коли Мернептах став спадковим царевичем, йому довелось зіштовхнутись із практично абсолютною владою не як офіційному співправителю, а як найвищому державному військовому посадовцю. Саме тоді за наказом Мернептаха було виготовлено пам'ятний скарабей, на якому було закарбовано всі його унікальні титули, незважаючи на існування «вічно живого» фараона Рамсеса.
Реальне воцаріння Мернептаха відбулось лише по смерті батька у Пер-Рамсесі. Традиційно напис Мернептаха на стіні капели у Гебель ес-Сильсіла вважається початком його царювання. Там же вперше з'явилась і згадка про царицю Ісітнофрет II, дружину Мернептаха, тезку його матері. Вона також згадується на двох стелах візира Панехсі, розташованих неподалік, і в Луксорі, на статуї Аменхотепа III, захопленій Мернептахом. Усюди вона має лише один титул: «дружина (чи велика дружина) царя». На другій статуї Аменхотепа III, також узурпованій Мернептахом, зображена Бентанат II, дочка Рамсеса II й Бентанат I, сестри Мернептаха, яка стала його другою офіційною дружиною.
У Мернептаха були сини Сеті-Мернептах — майбутній спадкоємець, який здійнявся на трон під іменем Сеті II, — та Хаемуас, який брав участь в азійських війнах батька. Припущення про існування третього сина Мернептаха, тезки батька, нині остаточно не доведено: на багатьох пам'ятках одночасно зустрічаються як написи царевича Мернептаха, так і царя Мернептаха. Імовірно, ставши царем, Мернептах «оновив» пам'ятники, створені за часів його тривалого перебування у статусі царевича.

## Війни Мернептаха

### Придушення повстання у Палестині

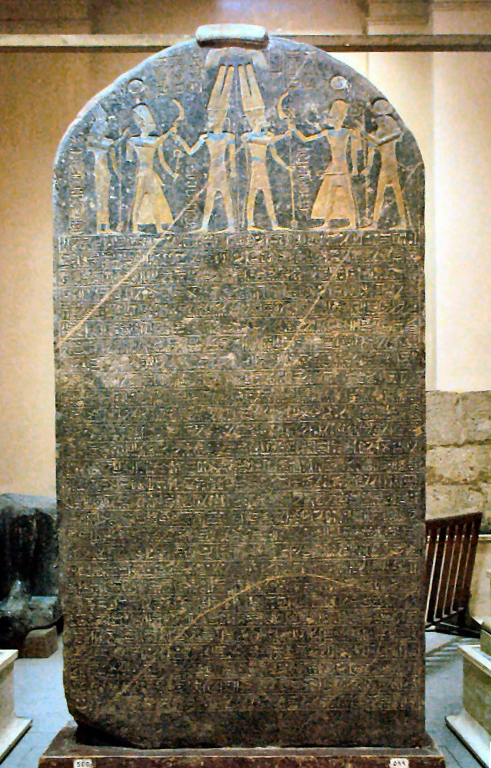
Стела Мернептаха, відома як Стела Ізраїлю. Єгипетський музей у Каїрі

Військові події в Азії розгорнулись практично одночасно з напруженими конфліктами в Нубії й на західних кордонах Єгипетської держави. Ймовірно, на четвертому році свого правління Мернептах здійснив похід до Палестини з метою придушення повстань, що почались там. Єгипетські війська успішно взяли Ашкелон, Гезер та Єноам. Було розбито єврейські племена. Повсталі міста було суворо покарано. Гезер, можливо, витримав тривалу облогу, оскільки Мернептах надалі мав титул «того, хто зв'язав Гезер».
Під час того походу єгиптяни захопили понад 9 тисяч рабів. Серед бранців, приведених до Єгипту в результаті тієї кампанії, згадувались жителі Ханаану, а також шасу — племена бедуїнів, що мешкали між єгипетською Дельтою та Палестиною. Точні дати тих подій, що торкнулись долі тільки півдня Палестини, невідомі, хоча, втім, і особливо важливими вони не вважались: у великому напису в Карнаці їм, імовірно, просто не вистачило місця, а про них відомо з фрагментів тексту Стели Ізраїлю та стели Амади.

### Розгром лівійців і «народів моря»
Ще до сходження Мернептаха на престол Нижній Єгипет почав страждати від проникнення лівійців, які сягали східних околиць Дельти. Навіть великі міста зачиняли свої брами; храми відчували нестачу у жертовних запасах, а населення тікало з обжитих місць. Окрім того, у Малій Азії спалахнув страшний голод, що спричинив рух так званих «народів моря» на південь. У переселенні брали участь племена ахейців, лікійців, сікулів, можливо, етрусків, шерданів. Сама назва «народи моря» була надана тим різним племенам через те, що у єгипетських текстах вони зустрічаються у супроводі словосполучень, які традиційно перекладаються як «Середземне море». Вождь лівійців Мраіуйа син Діди уклав угоду з «народами моря», і союзники, набравшись сміливості внаслідок тривалої безкарності, перейшли до організованих нападів на Єгипет.
Виходячи з числа людей, яких було надалі убито чи взято в полон, лівійський цар повинен був мати, принаймні, 20 тисяч воїнів. Навесні 5-го року правління Мернептах зібрав значну армію та вирішив назустріч лівійцям і їхнім союзникам. У долине Натрових озер, біля міста Періру, в результаті 6-годинної битви єгиптяни здобули рішучу перемогу. Втрати лівійців склали до 8500 осіб, понад 9 тисяч було взято у полон. Причому не менше третини припало на долю морських союзників. Серед убитих були й 6 синів і братів лівійського царя. І, хоч сам Мраіуйа утік від єгиптян, вся його родина та багата здобич потрапили до рук Мернептаха (Саїсська битва).

### Придушення повстання в Нубії
Першу хвилю переселення народів з заходу й півночі Єгипет відбив, й основною проблемою для фараона стали події в Нубії. Про них відомо винятково з тексту стели з Амади. В титулатурі царя там уже є епітети «Той, хто зв'язав Гезер», «Той, хто переміг Лівію», до яких додались нові: «Лев, що перемагає Хару» (місцевість на північний схід від Єгипту) і «Могутній Бик, що перемагає Куш та винищує землі Маджаїв», тобто племен, що жили на схід від Нілу в Нубії.
Відповідно до тексту стели, на 5-му році правління царю доповіли про виступи племен, які проживали у Вават, нубійській області, розташованої між першим і другим порогами Нілу. Виходячи з дати, це сталось практично одночасно з лівійською війною. Мернептах розпочав у Нубії масштабні репресії, під час яких було страчено багато тисяч осіб. Причиною такої жорстокості царя, імовірно, був страх втратити південні землі через зайнятість північними війнами, оскільки південь постачав до Єгипту золото. Нубія була, таким чином, замирена.

### Допомога хеттам

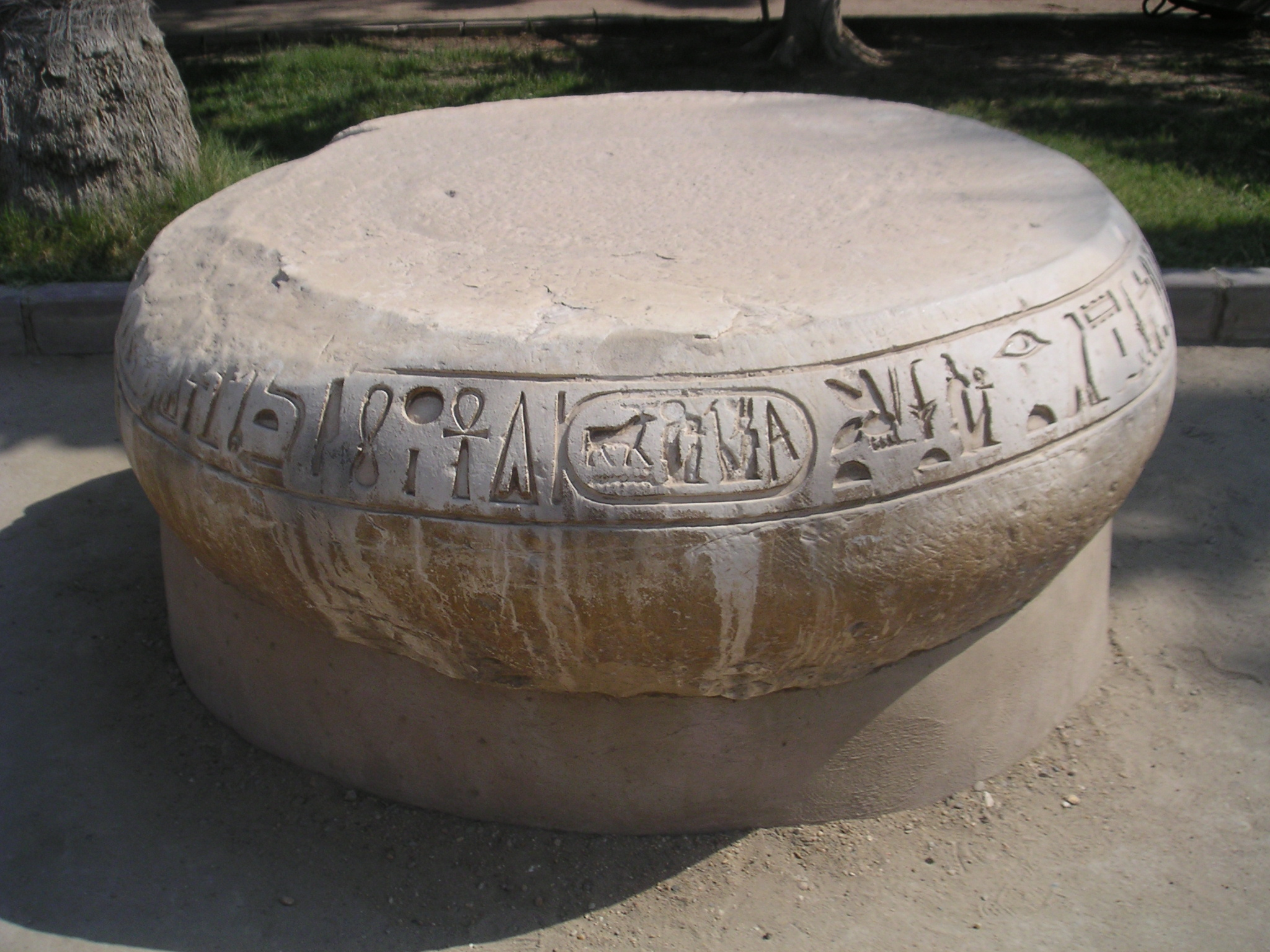
Основа колони, що походила з палацу Мернептаха у Мемфісі

Війни 4-го та 5-го років правління Мернептаха спричинили шок у єгипетському суспільстві. У всьому решта його царювання можна характеризувати як спокійне. Мир з хеттами залишався непорушним і за правління Мернептаха. Останній навіть відряджав до хеттів судна з зерном для підтримки їх під час голоду, що, однак, не завадило єгипетському двору, незважаючи на сорокарічну дружбу, порівнювати посланців царства Хатті з собаками, що підповзають до свого хазяїна. Та допомога, окрім виконання умов міжнародної угоди, укладеної свого часу батьком Мернептаха з хеттами, мала й важливе політичне значення, оскільки Хеттське царство приймало на себе основний удар «народів моря», навала яких загрожувала існуванню Єгипту.

## Будівельні роботи

### Узурпація чужих пам'ятників
Мернептах не належав до фараонів, які увічнили своє ім'я величними будівлями чи закладенням нових святилищ, або ж розширенням будівель, що існували. Усвідомлюючи свій похилий вік, Мернептах не витрачав час на видобуток матеріалів для своїх будівель і статуй. Він просто писав свої царські картуші на пам'ятниках своїх попередників до XII династії. Винятком не стали й пам'ятники гіксосів.
Характерною рисою його правління стало неймовірне прагнення царя узурпувати якомога більше пам'ятників попередників; частіше за будь-кого Мернептах узурпував скульптурні зображення своїх попередників, навіть не наказуючи вносити необхідні зміни для додержання мінімальної портретної схожості.
Пошкоджуючи чужі пам'ятники, знищуючи ім'я попередника та вставляючи своє, Мернептах тим самим спотворював історичну істину. При цьому, імовірно, будівництвом власних споруд Мернептах не переймався. Власні його написи короткі, мають низьку художню цінність й лише нагадують про його існування, не надаючи жодних історичних відомостей. Скромні пам'ятники Мернептаха відомі у Гермополісі, де від імені царя було висічено гімн богу Тоту.

### Заупокійний храм Мернептаха
У Фівах, на західному березі Нілу, у містечку Курна, Мернептах спорудив свій заупокійний храм. Для цього на каменоломні було перетворено гігантський поховальний комплекс Аменхотепа III у Ком ель-Хеттані, від якого зрештою лишились тільки дві велетенські статуї, що мають назву «Колоси Мемнона», два сфінкси, що стояли колись перед пілоном, та низка інших пошкоджених пам'ятників.
Нині храм Мернептаха практично зруйнований. Брама у масивному порталі вела до першого двору комплексу. З двох сторін двір був оточений колонадами, по шість колон у кожній. Ліва сторона двору одночасно слугувала фасадом невеликого цегляного царського палацу. Перед другим пілоном колись стояла гігантська Стела Ізраїлю, що увічнила у камені «гімн» військовій доблесті Мернептаха. За тим пілоном відкривався другий двір, оточений з боків осірічними колосами царя. Саме там було виявлено чудовий бюст від колосальної статуї, що впала, яка зображувала самого Мернептаха. Прохід з другого двору вів до великої (12 колон) і додаткової (8 колон) гіпостильних зал. Завершували храм три святилища, навколо яких розташовувались додаткові приміщення для священних предметів і жертв. Храм було багато прикрашено узурпованими вапняковими та гранітними статуями Аменхотепа III.
Праворуч від храму розміщувались гігантські комори, в яких зберігалось добро «Дому Мільйонів років» Мернептаха. З лівого боку за двором було розташовано невелике священне озеро. Весь комплекс колись оточувала велика цегляна стіна теменос, до основи якої були закладені блоки розібраних монументальних воріт Аменхотепа III. Пишний палац Мернептаха, оздоблений золотом та кахлями, а також невеликий храм були збудовані у Мемфісі. Богині Хатхор була присвячена скельна капела в ель-Бабейні.

## Релігія
На перше місце в єгипетському пантеоні Мернептах висунув культ бога Пта, покровителя міста Мемфіс. Сам фараон з дитинства мав ім'я на честь бога Птаха. Не задовольняючись цим, цар проголосив себе «Тим, хто сяє, як Пта, з сотень тисяч». Зважаючи на Фіви, Мернептах як другорядне ім'я мав також ім'я Меріамон («Улюбленець Амона»).

## Мумія

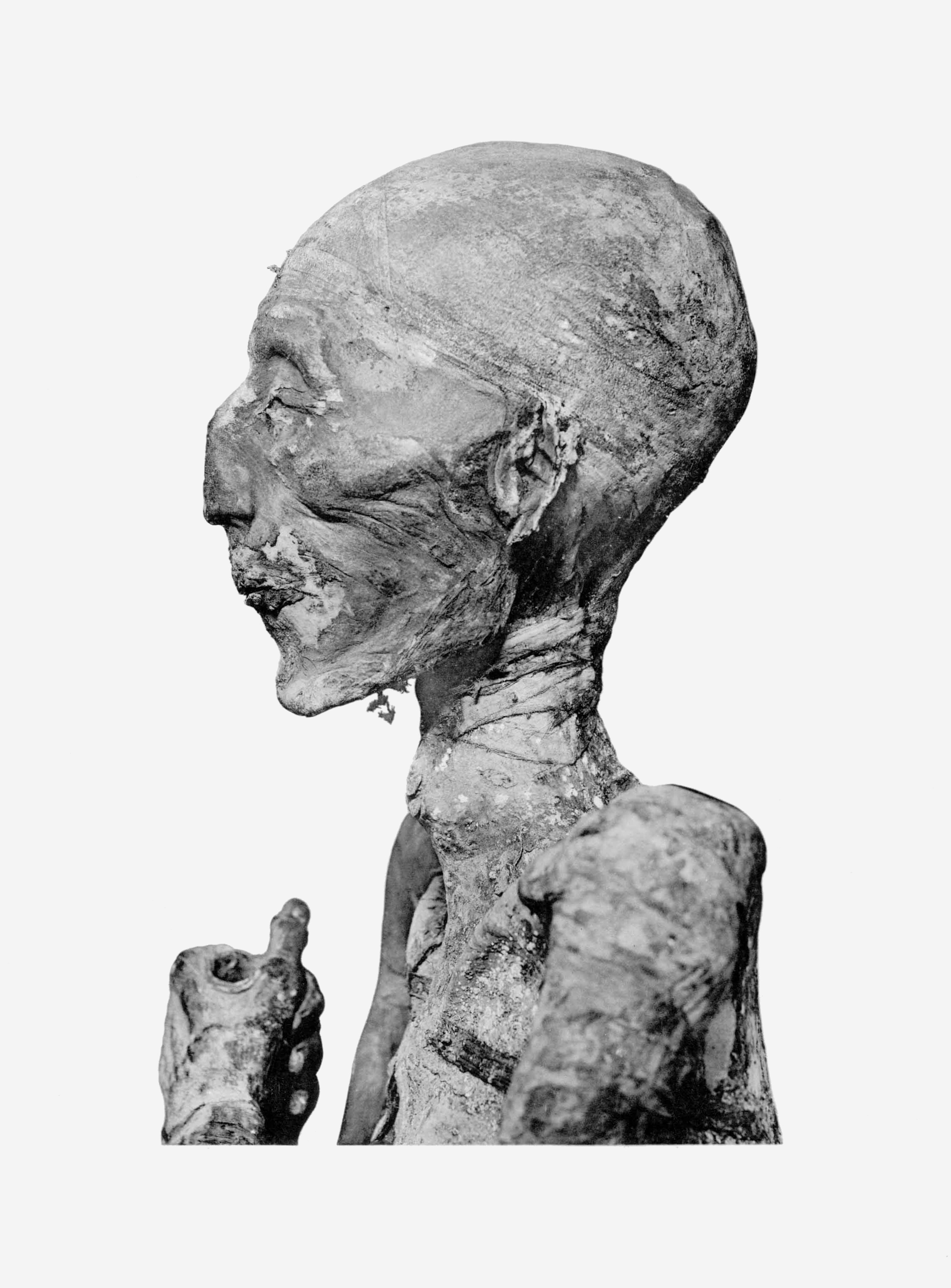
Голова мумії фараона Мернептаха

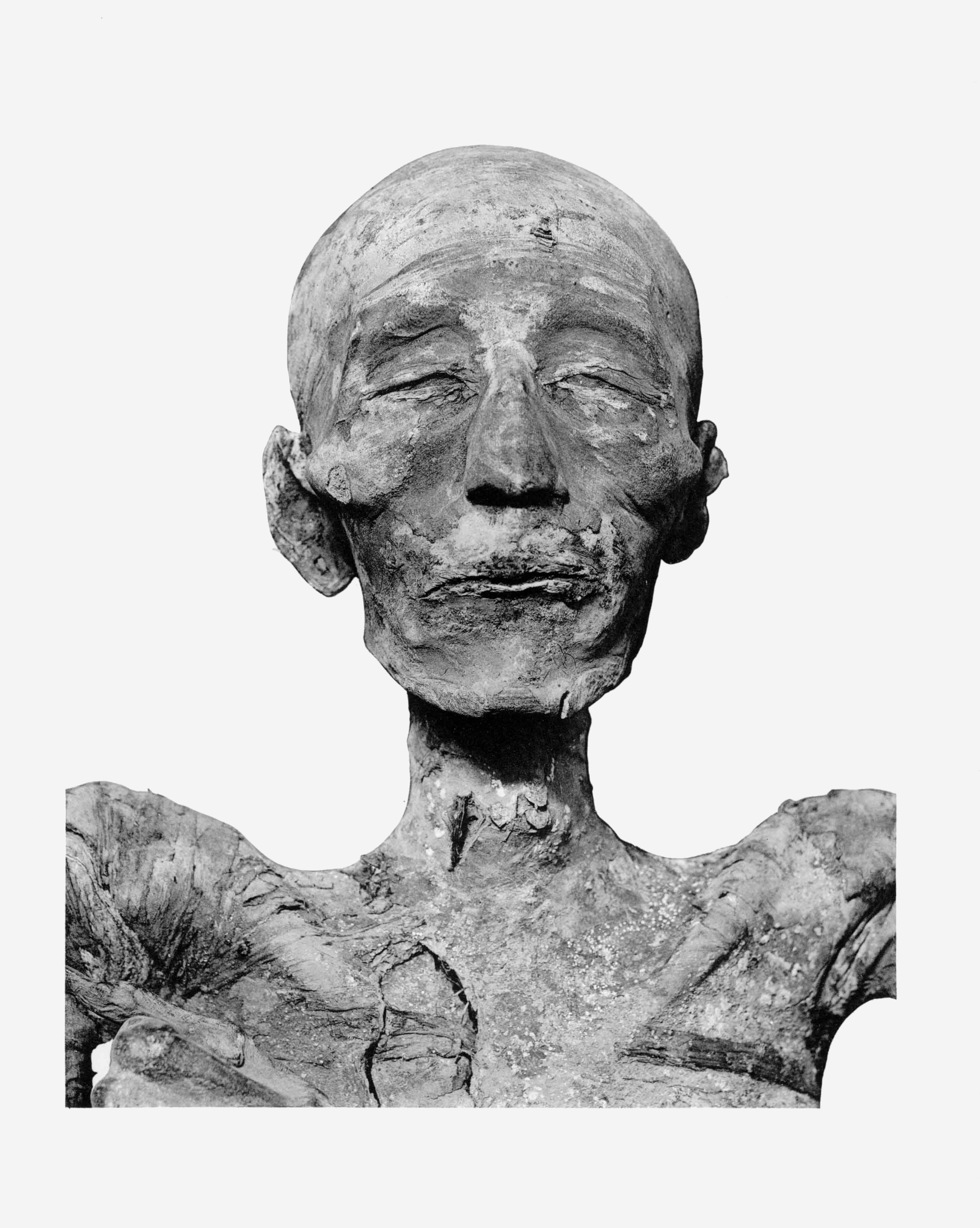
Голова мумії фараона Мернептаха

Муміфіковане тіло Мернептаха знайшов дослідник Лоре 1898 року. Мумію було знайдено у Фівах, у Долині царів, звідки тіло було доставлено до Каїра. 8 липня 1907 року його розгорнув Елліот Сміт. Мумія до того часу в цілому непогано збереглась, хоча частково й була пошкоджена. Відтоді мумія виставлена у Каїрському музеї. Розкриті тільки голова та шия, а решта загорнута в матерію.